# Костюченко Юрій Васильович
Юрій Васильович Костюченко (20 липня 1970, смт Вєтрино Полоцького району Вітебської області, БРСР — 16 березня 2023, Відень, Австрія) — український науковець, геофізик, астрофізик, доктор технічних наук (2018), провідний науковий співробітник відділу енергомасообміну в геосистемах Наукового центру аерокосмічних досліджень Землі Національної академії наук України, виконавчий секретар Комітету із системного аналізу Президії НАН України.

## Життєпис
Юрій Васильович Костюченко народився 20 липня 1970 року у смт. Вєтрино Полоцького району Вітебської області (БРСР).
Закінчив фізичний факультет Московського державного університету ім. М. В. Ломоносова (1993).
Кандидат фізико-математичних наук (1997). Тема дисертації — «Исследование влияния энергомассообменных процессов над углеводородными залежами шельфовых областей на вид теплового поля морской поверхности».
Виконавчий секретар Комітету із системного аналізу Президії НАН України (2000).
Провідний науковий співробітник відділу енергомасообміну в геосистемах Наукового центру аерокосмічних досліджень Землі Національної академії наук України (2003).
Вчене звання — доцент (2003).
Асоційований професор географічного факультету Київського державного університету імені Тараса Шевченка (2011).
Доктор технічних наук (2018). Тема дисертації — «Комплексування даних супутниковых спостережень i математичного моделировання в задачах оцінки геоекологічних ризиків i безпеки».
Старший науковий дослідник у «The Canadian Network for Research on Terrorism, Security and Society» (2019).
Помер через онкологію 16 березня у Відні (Австрія).

## Сфера наукових інтересів
Дистанційне зондування Землі, комплексний аналіз ризиків з використанням непараметричних підходів, аналіз змін клімату з метою прогнозування катастроф та аналізу екологічної, сільськогосподарської, продовольчої та водної безпеки, сприйняття та комунікація ризиків, чисельні методи кризової антропології.

## Основні публікації
- Публікації по базі Google Scholar
- Публікації по базі Scopus

## Вибрані виступи в ЗМІ
- Виступи [Архівовано 11 серпня 2020 у Wayback Machine.] на «Радіо Свобода»
- Виступи [Архівовано 19 січня 2021 у Wayback Machine.] на «Крим.Реалії»
- Статті в газеті «День»

## Членство в наукових і громадських організаціях
- Відповідальний секретар Української національної організації-члена Міжнародного інституту прикладного системного аналізу (IIASA)
- Член наукової ради Національного дослідницького фонду України
- Член Американського товариства інженерів-будівельників (ASCE)
- Член Американського метеорологічного товариства (AMS)
- Член Американського статистичного товариства (ASA)
- Член Міжнародного товариства оптики і ФОТОНІКИ (SPIE)
- Член Міжнародної асоціації просування геоетики (IAPG)[3][4]